# Chi Ngọc giá
Yucca là một chi thực vật có hoa trong họ Asparagaceae.

## Species
Tính đến  tháng 2 năm 2012, World Checklist of Selected Plant Families công nhận 49 loài Yucca và một số giống lai:
|  |  | danh pháp                                                        | Tên thường gọi (tiếng Anh)'                       |
|  |  | Yucca aloifolia L. (Type species) (syn. Yucca yucatana)          | Aloe yucca, Spanish bayonet                       |
|  |  | Yucca angustissima Engelm. ex Trel. (including Yucca kanabensis) | Narrowleaf yucca, Spanish bayonet                 |
|  |  | Yucca arkansana Trel.                                            |                                                   |
|  |  | Yucca baccata Torr. (including Yucca thornberi)                  | Banana yucca, datil                               |
|  |  | Yucca baileyi Wooton & Standl. (syn. Yucca standleyi McKelvey)   |                                                   |
|  |  | Yucca brevifolia Engelm.                                         | Joshua tree                                       |
|  |  | Yucca campestris McKelvey                                        |                                                   |
|  |  | Yucca capensis L.W.Lenz                                          |                                                   |
|  |  | Yucca carnerosana (Trel.) McKelvey                               |                                                   |
|  |  | Yucca cernua E.L.Keith                                           |                                                   |
|  |  | Yucca coahuilensis Matuda & I.L.Pina                             |                                                   |
|  |  | Yucca constricta Buckley                                         | Buckley's yucca                                   |
|  |  | Yucca decipiens Trel.                                            | Palma China                                       |
|  |  | Yucca declinata Laferr.                                          |                                                   |
|  |  | Yucca desmetiana Baker                                           |                                                   |
|  |  | Yucca elata (Engelm.) Engelm.                                    | Soaptree yucca                                    |
|  |  | Yucca endlichiana Trel.                                          |                                                   |
|  |  | Yucca faxoniana Sarg. (syn. Yucca torreyi)                       | Torrey yucca                                      |
|  |  | Yucca filamentosa L.                                             | Spoonleaf yucca, Filament yucca, or Adam's Needle |
|  |  | Yucca filifera Chabaud                                           | Palma Chuna yucca                                 |
|  |  | Yucca flaccida Haw.                                              | Flaccid leaf yucca                                |
|  |  | Yucca gigantea Lem. (syn. Yucca guatemalensis)                   | Spineless yucca                                   |
|  |  | Yucca glauca Nutt.                                               | Great Plains yucca                                |
|  |  | Yucca gloriosa L. (including Yucca recurvifolia)                 | Moundlily yucca, Adam's needle, Spanish dagger    |
|  |  | Yucca grandiflora Gentry                                         | Sahuiliqui yucca                                  |
|  |  | Yucca harrimaniae Trel. (syn. Yucca nana)                        | Harriman's yucca                                  |
|  |  | Yucca intermedia McKelvey                                        | Intermediate yucca                                |
|  |  | Yucca jaliscensis (Trel.) Trel.                                  | Izote                                             |
|  |  | Yucca lacandonica Gómez Pompa & J.Valdés                         | Tropical yucca                                    |
|  |  | Yucca linearifolia Clary                                         |                                                   |
|  |  | Yucca luminosa (syn. Yucca rigida)                               | Blue yucca                                        |
|  |  | Yucca madrensis Gentry                                           | Soco yucca                                        |
|  |  | Yucca mixtecana García-Mend.                                     |                                                   |
|  |  | Yucca necopina Shinners                                          |                                                   |
|  |  | Yucca neomexicana Wooton & Standl.                               | New Mexican Spanish bayonet                       |
|  |  | Yucca pallida McKelvey                                           | Pale yucca                                        |
|  |  | Yucca periculosa Baker                                           | Izote                                             |
|  |  | Yucca potosina Rzed.                                             |                                                   |
|  |  | Yucca queretaroensis Piña Luján                                  |                                                   |
|  |  | Yucca reverchonii Trel.                                          |                                                   |
|  |  | Yucca rostrata Engelm. ex Trel.                                  | Beaked yucca, Big Bend yucca                      |
|  |  | Yucca rupicola Scheele                                           | Texas yucca, or twist-leaf yucca                  |
|  |  | Yucca schidigera Roezl ex Ortgies                                | Mojave yucca                                      |
|  |  | Yucca × schottii                                                 | Hoary yucca or mountain yucca                     |
|  |  | Yucca sterilis (Neese & S.L.Welsh) S.L.Welsh & L.C.Higgins       |                                                   |
|  |  | Yucca tenuistyla Trel.                                           |                                                   |
|  |  | Yucca thompsoniana Trel.                                         | Thompson's yucca                                  |
|  |  | Yucca treculeana Carrière                                        | Texas bayonet, Trecul's yucca                     |
|  |  | Yucca utahensis McKelvey                                         |                                                   |
|  |  | Yucca valida Brandegee                                           | Datilillo                                         |

Một số loài khác được phân loại trước đây ở Yucca hiện được phân loại trong các chi Dasylirion, Furcraea, Hesperaloe, Hesperoyucca, và Nolina.

## Hình ảnh

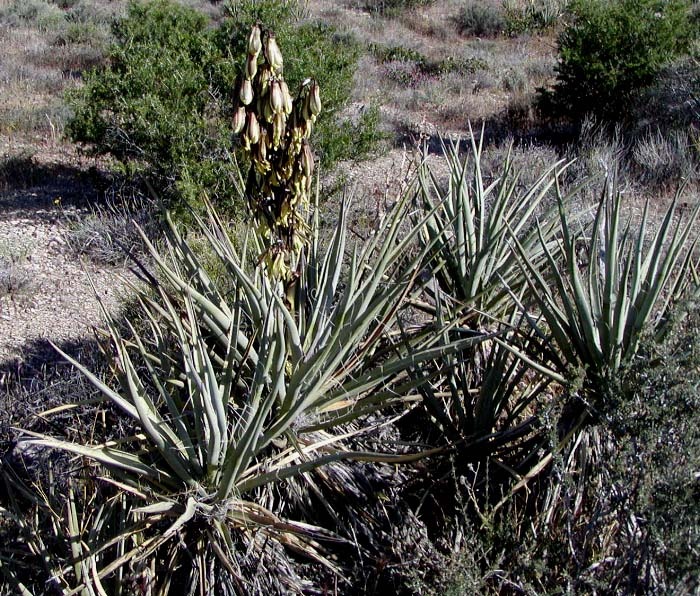
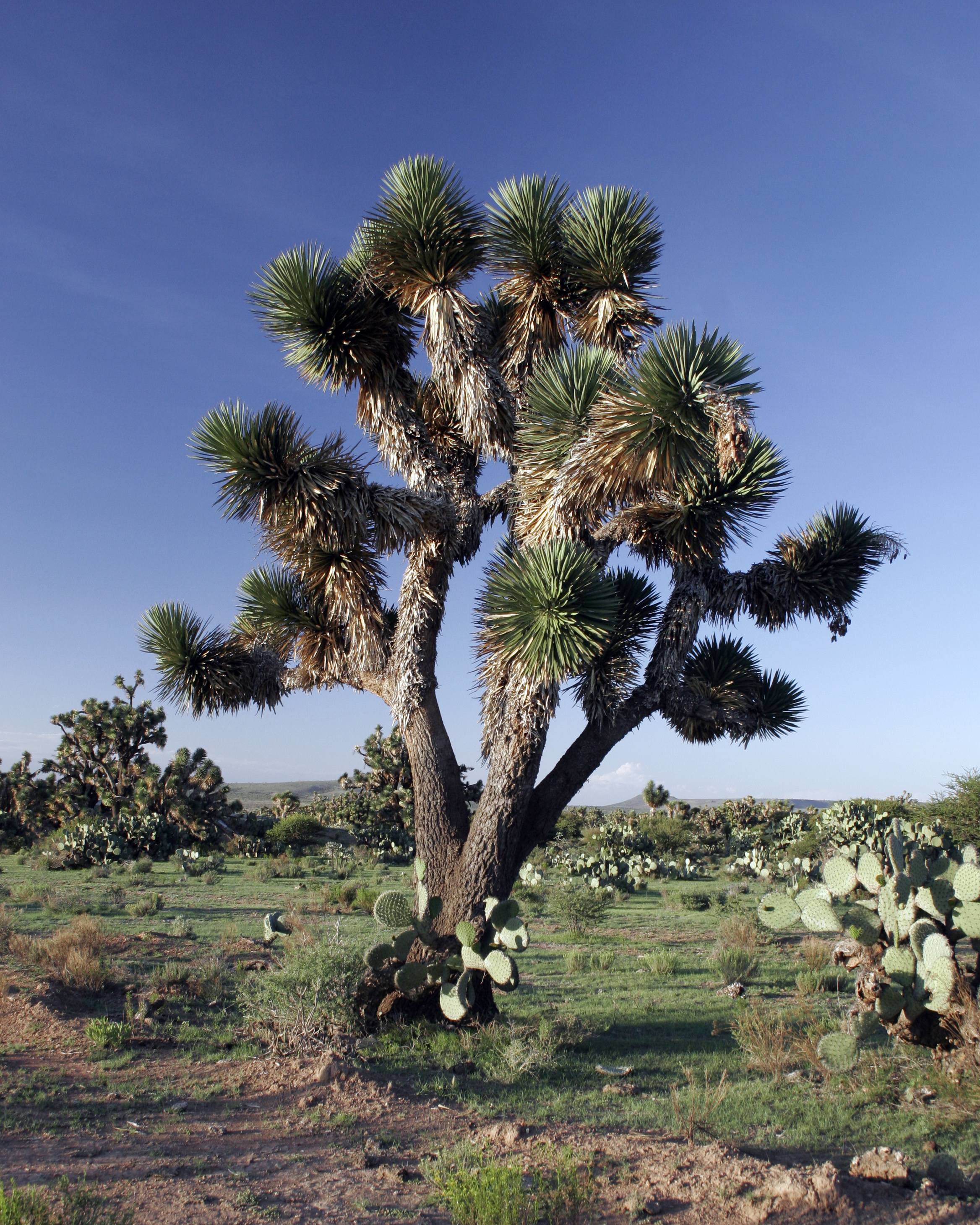
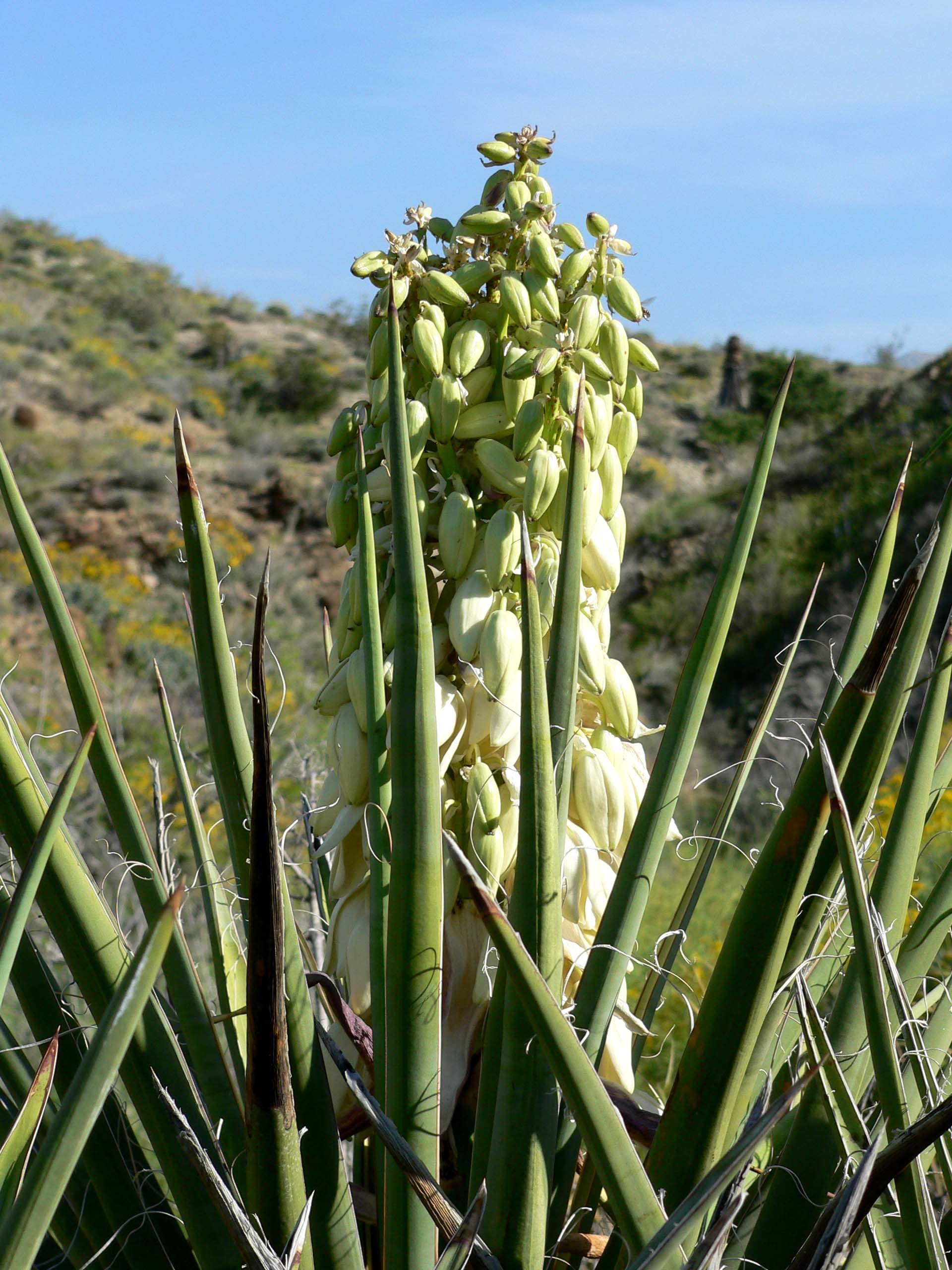